# タウンワークpresents 学生情報バラエティ〜エンタク!
『タウンワークpresents 学生情報バラエティ〜エンタク!』は、エフエム北海道で放送されていたラジオ番組。